# I'm in Love with the Villainess
I'm in Love with the Villainess (私の推しは悪役令嬢。?, Watashi no oshi wa akuyaku reijō., lett. "La mia favorita è la cattiva."), noto anche con l'abbreviazione WataOshi.  (わたおし。?), è una serie di light novel scritta da Inori e illustrata da Hanagata, serializzata online dal 14 gennaio 2018 al 21 febbraio 2021 sul sito web Shōsetsuka ni narō. In seguito è stata acquistata da Aichu Publishing, che ha pubblicato digitalmente i volumi in formato light novel dal 26 febbraio 2019 al 26 agosto 2021 sotto l'etichetta GL Bunko.
Un adattamento manga disegnato da Aonoshimo, viene serializzato dal 18 giugno 2020 sulla rivista di manga yuri Comic Yuri Hime edita da Ichijinsha. I capitoli sono stati raccolti in 10 volumi tankōbon. Un adattamento anime prodotto da Platinum Vision è stato trasmesso in Giappone dal 3 ottobre al 18 dicembre 2023.

## Trama
Rei Ohashi, una normale impiegata, muore a causa del superlavoro e improvvisamente si ritrova reincarnata come Rae Taylor, l'eroina di Revolution, il suo gioco otome preferito. Tuttavia, Rae non ha alcun interesse per i tre possibili percorsi romantici del gioco originale in cui potrebbe avere una relazione con i principi del Regno Bauer ma bensì vuole conquistare Claire François, l'antagonista principale del gioco. Usando la sua conoscenza degli eventi del gioco che devono ancora accadere, Rae cerca di dare a Claire un lieto fine prima che la rivoluzione imminente distrugga ogni possibilità che ciò accada.

## Personaggi
Rae Taylor (レイ＝テイラー?, Rei Teirā) / Rei Ohashi (大橋 零?, Ōhashi Rei)
Doppiata da: Yu Serizawa (ed. giapponese), Chiara Fabiano (ed. italiana)
Claire François (クレア＝フランソワ?, Kurea Furansowa)
Doppiata da: Karin Nanami (ed. giapponese), Martina Felli (ed. italiana)
Rod Bauer (ロッド＝バウワー?, Roddo Bauwā)
Doppiato da: Kenn (ed. giapponese), Alessio Celsa (ed. italiana)
Sein Bauer (セイン＝バウワー?, Sein Bauwā)
Doppiato da: Daisuke Namikawa (ed. giapponese), Claudio Marsicola (ed. italiana)
Yu Bauer (ユー＝バウワー?, Yū Bauwā)
Doppiato da: Yōko Hikasa (ed. giapponese), Lorenzo Del Romano (ed. italiana)
Misha Jur (ミシャ＝ユール?, Misha Yūru)
Doppiata da: Aimi (ed. giapponese), Serena Stollo (ed. italiana)
Lene Aurousseau (レーネ＝オルソー?, Rēne Orusō)
Doppiata da: Ikumi Hasegawa (ed. giapponese), Luisa D'Aprile (ed. italiana)
Loretta Kugret (ロレッタ＝クグレット?, Roretta Kuguretto)
Doppiata da: Sara Matsumoto (ed. giapponese), Giada Venturini (ed. italiana)
Pipi Barlier (ピピ＝バルリエ?, Pipi Barurie)
Doppiata da: Minami Kurisaka (ed. giapponese), Paola Moscelli (ed. italiana)
Manaria Sousse (マナリア＝スース?, Manaria Sūsu)
Doppiata da: Nana Mizuki (ed. giapponese), Vittoria Bartolomei (ed. italiana)

## Media

### Light novel
La serie è stata originariamente serializzata online dal 14 gennaio 2018 al 21 febbraio 2021 sul sito web di romanzi generati dagli utenti Shōsetsuka ni narō.
In seguito i diritti sono stati acquistati da Aichu Publishing che ha pubblicato digitalmente 5 volumi in formato light novel come esclusive Amazon Kindle sotto l'etichetta GL Bunko dal 26 febbraio 2019 al 26 agosto 2021. In tale versione sono presenti le illustrazioni di Hanagata.
La serie viene distribuita anche negli Stati Uniti e in Canada da Seven Seas Entertainment, in Francia da LaNovel Édition, in Brasile da NewPOP Editora, in Spagna da SEKAI Editorial, in Thailandia da Lily House, in Cina da Chingwin Publishing Group e in Corea del Sud da Ridi Books.
| Nº | Data di prima pubblicazione | Data di prima pubblicazione |
| Nº | Giapponese                  |                             |
| -- | --------------------------- | --------------------------- |
| 1  | 26 febbraio 2019            |                             |
| 2  | 26 agosto 2019              |                             |
| 3  | 26 agosto 2020              |                             |
| 4  | 26 febbraio 2021            |                             |
| 5  | 26 agosto 2021              |                             |

Nel 2021 Ichijinsha ha annunciato che avrebbe iniziato a pubblicare le light novel in formato cartaceo come edizioni ampliate definite come "Revolution", esclusive per il Giappone, con il primo volume pubblicato il 18 dicembre 2021 sotto l'etichetta Ichijinsha Novels. Per incentivare gli acquisiti da parte dei fan che potrebbero già possedere gli e-book originali, queste edizioni presentano vari miglioramenti riguardanti le illustrazioni, oltre all'inserimento di storie bonus aggiuntive e altri contenuti extra. Inoltre diverse storie bonus contenute originariamente nel terzo volume della light novel sono state più avanti per adattarsi meglio alla cronologia della storia principale, con il risultato che il contenuto del secondo volume della light novel è stato trattato in un volume anziché uno. A novembre 2023, sono stati pubblicati tre romanzi della serie Revolution, corrispondenti al contenuto principale dei primi due originali.
| Nº | Data di prima pubblicazione | Data di prima pubblicazione | Data di prima pubblicazione |
| Nº | Giapponese                  | Giapponese                  |                             |
| -- | --------------------------- | --------------------------- | --------------------------- |
| 1  | 18 dicembre 2021            | ISBN 978-4-7580-2319-1      |                             |
| 2  | 17 giugno 2022              | ISBN 978-4-7580-2415-0      |                             |
| 3  | 16 dicembre 2022            | ISBN 978-4-7580-2473-0      |                             |

#### Spin-off
Heimin no luse ni namaikina! (平民のくせに生意気な!?) è una rivisitazione della serie originale dal punto di vista di Claire. Ha iniziato la serializzato online il 25 maggio 2021 su Shōsetsuka ni narō. Aichu Publishing ha pubblicato digitalmente il primo volume in formato light novel sotto l'etichetta GL Bunko il 28 febbraio 2022, con Hanagata che è tornata ad occuparsi del design di copertina e delle illustrazioni. In Nord America e in Canada i diritti della serie sono stati acquisiti da Seven Seas Entertainment.
| Nº | Data di prima pubblicazione | Data di prima pubblicazione |
| Nº | Giapponese                  |                             |
| -- | --------------------------- | --------------------------- |
| 1  | 28 febbraio 2022            |                             |
| 2  | 20 dicembre 2022            |                             |
| 3  | 26 settembre 2023           |                             |

### Manga

Copertina del prima volume dell'edizione italiana, raffigurante le protagoniste Claire e Rae

Un adattamento manga, scritto da Inori e disegnato da Aonoshimo, viene serializzato dal 18 giugno 2020 sulla rivista di manga yuri Comic Yuri Hime edita da Ichijinsha. I capitoli vengono raccolti in volumi tankōbon pubblicati a partire dal 18 dicembre 2020. Al 17 aprile 2025 i volumi totali ammontano a 10.
In Italia la serie viene pubblicata da Star Comics nella collana Queer dal 22 novembre 2023. La traduzione dei testi è curata da Marta Fanasca, mentre il lettering è realizzato da Alessandra Fregosi.
La serie viene distribuita anche negli Stati Uniti e in Canada da Seven Seas Entertainment, in Francia da Meian, in Brasile da NewPOP Editora, in Thailandia da Kadokawa Amarin e in Cina da Chingwin Publishing Group.
| 1  | 18 dicembre 2020 | ISBN 978-4-7580-2193-7                                                      | 22 novembre 2023 | ISBN 978-88-226-4403-9 |
| 1  | Capitoli - 1. Il mondo degli otome game - 2. La prima sfida parte 1 - 3. La prima sfida parte 2 - 4. La libertà di scegliere il proprio lavoro - 5. La giornata di una cameriera - Storia breve. Il segreto della nascita del cioccolato |                                                                             |                  |                        |
| 2  | 17 giugno 2021 | ISBN 978-4-7580-2263-7                                                      | 6 dicembre 2023  | ISBN 978-88-226-4405-3 |
| 2  | Capitoli - 6. I giochi dei principi - 7. Cosa significa essere un "giglio" - 8. Lezione di magia - 9. Mostro! - 10. I cavalieri dell'accademia - Extra. Un giorno di pioggia - Storia breve. Claire e Ralair                             |                                                                             |                  |                        |
| 3  | 18 dicembre 2021 | ISBN 978-4-7580-2318-4                                                      | 13 febbraio 2024 | ISBN 978-88-226-4530-2 |
| 3  | Capitoli - 11. La prova pratica (parte 1) - 12. La prova pratica (parte 2) - 13. Il primo incarico da cavalieri - 14. La via della cameriera - 15. Posso accompagnarla? - Storia breve. Il Cafè Cavalier (dal punto di vista di Misha)   |                                                                             |                  |                        |
| 4  | 17 giugno 2022 | ISBN 978-4-7580-2433-4                                                      | 9 aprile 2024    | ISBN 978-88-226-4662-0 |
| 4  | Capitoli - 16. Il movimento popolare - 17. L'incidente del cortile - 18. La campanella dei mostri - 19. La ricompensa - 20. Non dirò addio                                                                                               |                                                                             |                  |                        |
| 5  | 16 dicembre 2022 | ISBN 978-4-7580-2479-2                                                      | 15 ottobre 2024  | ISBN 978-88-226-5122-8 |
| 5  | Capitoli - 21. Il poema d'amour - 22. Dominator - 23. Sfiorarsi appena - 24. Dichiarazione di guerra - 25. Non è una favola |                                                                             |                  |                        |
| 6  | 17 maggio 2023 | ISBN 978-4-7580-2540-9                                                      | 28 gennaio 2025  | ISBN 978-88-226-5387-1 |
| 6  | Capitoli - 26. Programmi per le vacanze - 27. Vita da plebea - 28. Come infiammare lo spirito battagliero - 29. Nemici - 30. Il Sending - Racconto. Sulla spiaggia (il punto di vista di Misha)                                          |                                                                             |                  |                        |
| 7  | 18 ottobre 2023 | ISBN 978-4-7580-2613-0 (ed. regolare) ISBN 978-4-7580-2614-7 (ed. limitata) | 20 maggio 2025   | ISBN 978-88-226-5683-4 |
| 7  | Capitoli - 31. Lilly Lilium - 32. Storie d'amore - 33. Il primo amore di Rei Ohashi (parte 1) - 34. Il primo amore di Rei Ohashi (parte 2) - 35. Ne rimarrà solo uno                                                                     |                                                                             |                  |                        |
| 8  | 17 aprile 2024 | ISBN 978-4-7580-2696-3                                                      | 26 agosto 2025   | ISBN 978-88-226-5823-4 |
| 9  | 18 ottobre 2024 | ISBN 978-4-7580-2776-2                                                      | —                | —                      |
| 10 | 17 aprile 2025 | ISBN 978-4-7580-2881-3                                                      | —                | —                      |

#### Spin-off
Uno spin-off a tema culinario disegnato da tsuke e intitolato Watashi no oshi wa akuyaku reijō Maid Kitchen (私の推しは悪役令嬢。メイドキッチン?, Watashi no oshi wa akuyaku reijō. Meido Kitchin, lett. "La mia favorita è la cattiva. Cucina domestica") viene serializzato dal 16 giugno 2023 su Comic Yuri Hime. I capitoli vengono raccolti in volumi tankōbon pubblicati a partire dal 18 ottobre 2023.
| Nº | Data di prima pubblicazione | Data di prima pubblicazione | Data di prima pubblicazione |
| Nº | Giapponese                  | Giapponese                  |                             |
| -- | --------------------------- | --------------------------- | --------------------------- |
| 1  | 18 ottobre 2023             | ISBN 978-4-7580-2615-4      |                             |

### Webtoon
Un adattamento manhwa scritto da Kim Migyo e disegnato da TSTeam, intitolato Nae Choeaeneun Ag-yeog-yeong-ae ~Another Revolution Story~ (내 최애는 악역영애 ~Another Revolution Story~?) viene serializzato dal 13 gennaio 2023 sulla piattaforma webtoon di Ridi Books.

### Anime
Un adattamento anime è stato annunciato il 13 dicembre 2022. È prodotto da Platinum Vision e diretto da Hideaki Ōba, con la sceneggiatura scritta da Ayumu Hisao, il character design curato da Yōko Satō e la colonna sonora composta da Noriyuki Asakura e Usagi to Uma. La serie è stata trasmessa in Giappone dal 2 ottobre al 18 dicembre 2023 su Tokyo MX e altre reti. La sigla d'apertura è Raise Y/Our Hands!! mentre quella di chiusura è O.C. Optimum Combination, entrambe cantate da Yu Serizawa e Karin Nanami, rispettivamente le doppiatrici di Rae e Claire. I diritti per la distribuzione internazionale al di fuori dell'Asia sono stati acquistati da Crunchyroll che l'ha pubblicata in simulcast in versione sottotitolata. Il doppiaggio italiano è stato pubblicato sulla medesima piattaforma dal 2 ottobre al 18 dicembre 2023. Il doppiaggio è stato curato da VSI Rome di Roma sotto la direzione di Gianluca Crisafi e Perla Liberatori. L'adattamento dei dialoghi dell'edizione italiana è stato effettuato da Emiliana Luini.

#### Episodi
| Nº | Titolo italiano Giapponese 「Kanji」 - Rōmaji                                                                                         | In onda          | In onda          |
| Nº | Titolo italiano Giapponese 「Kanji」 - Rōmaji                                                                                         | Giapponese       | Italiano         |
| 1  | La mia vita nell'altro mondo è turbolenta. 「異世界生活は猪突猛進。」 - Isekai seikatsu wa chototsumōshin.                            | 2 ottobre 2023   | 2 ottobre 2023   |
| 2  | Il lavoro di cameriera è un servizio d'amore. 「メイドの仕事は愛情奉仕。」 - Meido no shigoto wa aijō hōshi.                          | 9 ottobre 2023   | 9 ottobre 2023   |
| 3  | Il mio amore si rialza dopo ogni batosta. 「私の恋は七転八起。」 - Watashi no koi wa shichiten hakki.                                 | 16 ottobre 2023  | 16 ottobre 2023  |
| 4  | Non essere pronti a un attacco dei mostri può rivelarsi fatale. 「魔物の襲撃は油断大敵。」 - Mamono no shūgeki wa yudantaiteki.       | 23 ottobre 2023  | 23 ottobre 2023  |
| 5  | L'esame dell'Ordine è una tragicommedia. 「騎士団試験は波瀾万丈。」 - Kishidan shiken wa haranbanjō.                                  | 30 ottobre 2023  | 30 ottobre 2023  |
| 6  | La ragione segreta deve restare segretissima. 「秘密の理由は他言無用。」 - Himitsu no wake wa tagon muyō.                             | 6 novembre 2023  | 6 novembre 2023  |
| 7  | L'asso nella manica per il festival è il caffè a ruoli invertiti. 「学祭の決め手は逆転喫茶。」 - Gakusai no kimete wa gyakuten kissa. | 13 novembre 2023 | 13 novembre 2023 |
| 8  | Le impetuose correnti sono una trappola machiavellica. 「渦巻く流れは権謀術数。」 - Uzumaku nagare wa kenbōjussū.                     | 20 novembre 2023 | 20 novembre 2023 |
| 9  | La mia fedeltà è eterna e infinita 「私の主は永遠不変。」 - Watashi no omo wa eien fuhen.                                             | 27 novembre 2023 | 27 novembre 2023 |
| 10 | La mia nuova rivale in amore è semplicemente troppo perfetta. 「新たな恋敵は完璧超人。」 - Aratana koigataki wa kanpeki chōjin.       | 4 dicembre 2023  | 4 dicembre 2023  |
| 11 | Una disputa amorosa è una trappola senza uscita. 「恋のすれ違いは絶体絶命。」 - Koi no surechigai wa zettai zetsumei.                 | 11 dicembre 2023 | 11 dicembre 2023 |
| 12 | Io e il mio personaggio preferito ci amiamo. 「私と推しは相思相愛。」 - Watashi to oshi wa sōshisōai.                                 | 18 dicembre 2023 | 18 dicembre 2023 |

## Accoglienza
Nella guida delle light novel dell'autunno 2020 di Anime News Network, la serie è stata generalmente accolta positivamente, anche se non in modo così incisivo come altri titoli yuri usciti in quel periodo. Nonostante ciò è stato affermato che "se Rae e Claire sono inizialmente entrambe estremamente difficili da apprezzare, subiscono un cambiamento sufficiente verso la metà del romanzo che le rende molto più facili da fare il tifo".
Altri redattori hanno dato un'accoglienza più positiva nei confronti della serie. Erica Friedman, fondatrice di Yuricon, ha assegnato al primo volume della light novel un punteggio complessivo di nove. Friedman ha anche elogiato la serie per la sua franca discussione sull'identità LGBT, scrivendo "E poi arrivi al momento in cui Misha, la migliore amica, coinquilina e controparte di Rae, si risolve a Rae e le chiede: "Sei gay?"... e i personaggi discutono apertamente sulla sessualità". Nicki Bauman ha notato che l'attenzione della serie ai temi LGBT nei suoi personaggi e nella narrazione non era tipica del genere yuri e ha sostenuto che potrebbe segnalare un cambiamento nei temi e nelle storie yuri.
Nel marzo 2021, I'm in Love with the Villainess si è classificato al quinto posto nella classifica annuale di AnimeJapan riguardo ai manga che i lettori volevano vedere animati. Nel giugno 2021, la serie è stata candidata per la categoria miglior manga cartaceo ai Next Manga Award e si è classificato al diciassettesimo posto su 50 candidati. Nel 2022 è stato candidato per il medesimo premio e in tale occasione si è piazzato all'ottavo posto su 50 candidati.
Recensendo il primo volume del manga, un redattore di AnimeClick.it ha affermato che tra la presentazione dell'ambientazione e il sistema sociale di Revolution, viene fatto intuire che i personaggi secondari non saranno delle macchiette, ma bensì dei punti fondamentali all'interno della storia in quanto dovranno interagire spesso con le due protagoniste. La storia si mostra piuttosto gradevole e divertente, e grazie al fatto che Rei conosce perfettamente l'andamento degli eventi del gioco, sarà interessante vedere se nel corso del manga qualcosa andrà in modo diverso rispetto al percorso che la protagonista si è prefissata di seguire, e ciò creerà maggiore suspense.